# Бујон
Бујон (фр. Bouyon) насеље је и општина у Француској у региону Прованса-Алпи-Азурна обала, у департману Приморски Алпи која припада префектури Грас.
По подацима из 2011. године у општини је живело 483 становника, а густина насељености је износила 39,3 становника/km². Општина се простире на површини од 12,29 km². Налази се на средњој надморској висини од 637 метара (максималној 1.260 m, а минималној 159 m).

## Демографија
| 1962. | 1968. | 1975. | 1982. | 1990. | 1999. | 2011. |
| ----- | ----- | ----- | ----- | ----- | ----- | ----- |
| 26    | 157   | 202   | 229   | 243   | 352   | 483   |

График промене броја становника у току последњих година